# 정근우
정근우(鄭根宇, 1982년 10월 2일~)는 대한민국 야구 선수이다. KBO 리그 SK와이번스의 내야수와 한화 이글스의 내야수로 활동했다.

## 선수 시절

### 아마추어 시절
부산고등학교 시절 동갑내기인 추신수, 이대호, 김태균과 함께 제 19회 세계청소년야구선수권대회에서 청소년 국가대표팀으로 함께 발탁돼 우승을 이끌었다. 부산고등학교 시절 부상으로 인해 3차례나 팔꿈치 수술을 받았을 정도로 그만큼 야구에 대한 열정은 남달랐다. 키가 작고 왜소한 체격으로 인해 고교 졸업 후 프로 구단들로부터 입단 제의를 받지 못해 당시 고려대학교 야구부 이종도 감독의 부름을 받고 고려대학교 체육교육학과로 진학했다. 하지만 발이 빠르고 재치가 좋아 고려대학교 체육교육학과 재학 시절에도 주로 상위 타선을 맡으며 대학 선수를 대표하는 여러 대회의 국가대표로 발탁돼 활약했다. 제 15회 대륙간컵 국제야구대회, 제 35회 야구월드컵 대회, 제 2회 세계 대학 야구 선수권 대회 등 많은 국제 대회에 참가해 실력을 향상시켰다.

### SK 와이번스시절

#### 2005년 시즌
2004년 6월에 열린 2005년에 2차 1라운드 지명을 받아 계약금 1억 4,000만원, 연봉 2,000만원에 입단하였다.
입단 첫 해 당시 감독이었던 조범현은 그가 톱 타자로서의 자질이 있다며 상무 야구단에서 막 복귀한 조동화와 함께 기대를 걸었다. 시즌 시작 전 연습 경기때부터 빠른 발과 재치있는 주루 플레이, 공격력까지 겸비한 플레이로 확실히 눈도장을 찍었다. 그 때 당시 팀은 기존 3루수였던 안재만을 FA를 선언해 이적한 김재현의 보상 선수로 LG 트윈스에 보냈기 때문에 그가 3루수를 차지할 수 있었다.
그 해 입단 동기로 고교야구 최고 선수, 팀의 거포 타자로 기대를 받고 1차 지명으로 입단했던 최정과 함께 3루를 놓고 경쟁을 펼쳤다. 시즌 초에 1번 타자로 활약을 했지만 시즌 중반부터 주춤하며 그 무렵 컨디션이 좋았던 김민재와 타순을 바꾸며 주로 하위 타선에 배치됐다. 2005년 5월 1일 두산 베어스전에서 당시 두산 베어스 소속이었던 나주환이 팀 사정으로 포수로 출장하며 2루 도루를 시도하다가 완벽한 송구로 아웃당했다.

#### 2006년 시즌
시즌 초에는 외야수로 전업을 시도했지만 쉽지 않았다. 그러면서 주전 2루수 정경배가 부진한 모습을 보이자, 시즌 중반부터 2루수로 기용되며 점차 자리잡았다. 특유의 근성, 재치있는 발빠른 플레이로 팀 분위기를 이끌었고 그런 모습에 감독의 신임을 얻었다. 이 해 열린 도하 아시안 게임 국가대표팀에 발탁돼 처음으로 국가대표로 출전했지만, 동메달에 그쳤다. 프로 2년차에 2루수 골든 글러브를 수상해 입지를 굳힘과 동시에 시즌 내내 이종욱과 도루 경쟁을 함으로써, 2년차임에도 불구하고 45도루로 리그 2위로 시즌을 마감했다. 이렇듯 신인으로서 최고의 한 해를 보내며 연봉이 150% 인상돼 팀 최고 인상률을 기록했다.

#### 2007년 시즌
새 감독으로 부임한 김성근은 주전, 비주전이 아닌 "전원 야구"와 끊임없는 내부 선수들간의 '무한 경쟁'을 바탕으로 이른바 '팀 야구'를 실현시켰다.
이 시즌에서 그는 자신의 포지션인 2루수에서 유격수로 변신을 꾀하면서, 방해석이라는 예명을 사용했다. 하지만 유격 수비 자세가 익숙치 않은 탓에 자주 실책을 범했고, 그로 인해 수비 지적을 외부에서도 많이 받기도 했다. 수비 불안으로 한동안 대타 및 지명타자로 출장했지만 감독은 그런 그를 꾸준히 기용하며 3할을 넘는 타율로 팀의 승리를 이끌기도 했다. 규정 타석을 채우며 이현곤과 함께 타격왕을 두고 경쟁을 벌였다. 데뷔 후 첫 3할대의 타율을 기록했고, 2007년 한국시리즈에서 유격수, 2루수로 출장했다. 한국시리즈 1, 2차전에서는 8타수 무안타로 부진했고 3차전부터 톱타자로서의 제 몫을 해주었다. 6차전에선 역전 투런 홈런을 쳐 내며 그 경기의 MVP가 되면서 데뷔 후 첫 팀 우승을 이끌었다.
이 해 팀 선배 박경완에 이어 타자 중 연봉 고과 2위에 오르기도 했다. 우승 직후 결혼식을 올렸으며 주례는 감독이었던 김성근이 맡았다. 애제자의 앞날을 축복하는 마음이 담긴 주례사 일부이다.
| “ | 내게는 ‘8’이 행운의 숫자였다. 내가 SK 감독직을 맡은 날이 작년 10월 8일이고, 정규 리그 우승을 한 날은 올해 9월 28일이다. 또 한국시리즈 6차전에 역전 홈런을 친 선수가 바로 등번호‘8번’의 그였다. | ” |

#### 2008년 시즌
2007년에 이어 3할 타율을 유지하며 40도루를 했고, 불안했던 수비가 좋아지며 원래 포지션인 2루로 돌아와 주전 2루수로서 내야의 중심을 잡았다. 2008년 한국시리즈 4차전에서 이종욱의 안타성 타구를 잡아 병살 처리를 하며, 매 경기 호수비를 통해 팀을 다시 정상으로 올려놓는 데 일조했다. 또 이 해에 열린 베이징 올림픽에서 한국이 우승하는 데 큰 활약을 해 많이 알려지게 됐고, 병역도 해결했다.

#### 2009년 시즌
시즌 초 발목이 안 좋아 어려움이 있었으나, 곧 회복돼 시즌 중반까지 4할대 타율을 기록하며 김현수와 함께 경쟁을 펼쳤다. 3할 5푼의 고타율과 함께 득점 1위, 도루 2위, 최다 안타 2위를 기록하며 팀에선 없어서는 안될 존재로 각광받았고, 이 기록들은 팀 역사상 최고라는 평가를 받았다. 2007 시즌부터 3년 연속 3할대 타율, 2008 시즌부터 2년 연속 최다 안타 부문 2위를 기록하며, 리그 최고 타자임을 증명했다. 3월에 열린 WBC에도 출전해 좋은 활약을 보여줘 야구 대표팀의 준우승에 기여했다. 이 해 팀은 시즌 성적 2위로 플레이오프를 거쳐 한국시리즈까지 진출했으나 아쉽게 KIA 타이거즈에 석패했다. 비록 준우승에 그쳤지만 그가 없었다면 힘들었을 것이라는 내부 평가 덕분에 야수 연봉 고과 1위를 기록했다. 또한 2006년에 이어 두 번째로 2루수 부문 골든 글러브를 수상했다.

#### 2010년 시즌
적재적소에 도루를 하고 상대팀의 추격의 흐름을 끊는 호수비로 팀 우승에 기여했고, 빠른 발을 이용한 넓은 수비 범위, 더불어 특유의 점핑 송구는 지난 시즌에 비해 월등히 좋아져 2루에서의 실책을 줄였다. 이를 바탕으로 2010년 아시안 게임에 출전했고 우승에 기여했다. 더불어 2009년에 이어 2010년에도 타자 연봉 고과 1위를 기록했다.

#### 2011년 시즌
끊임없는 부상에 시달리며 제 실력을 발휘하지 못했다. 시즌 초반부터 공에 머리를 맞는 위험한 상황도 있었고, 7월에는 왼쪽 늑골 통증으로 4년만에 1군 엔트리에서 말소, 복귀 후에도 허리 통증이 재발해 8월 한 달간 경기에 나서지 못했다. 하지만 KIA 타이거즈와 준 플레이오프를 치르며 1번 타자로 나서며 공격을 이끌고, 팀을 플레이오프로 직행시켰다. 더불어 팀 사상 첫 5년 연속 한국시리즈도 이끌었다. 준 플레이오프에서 17타수 9안타 타율 0.529를 기록하며 준PO MVP로 선정됐다. 그의 포스트시즌 MVP는 데뷔 이래 처음이었다.

### 2013년 시즌
당시 감독이었던 이만수는 작년에 이어 재신임됐던 박정권이 주장 역할로 인해 스프링 캠프와 시범 경기에서 개인의 능력을 보여주지 못하고 있다고 판단해 그의 부담감을 덜어 주고자 했고, 이에 따라 그가 주장직을 이어받았다.

### 한화 이글스시절

#### 2014년 시즌
2013 시즌 후 FA를 선언했으나 11월 16일까지 가능한 우선 협상 기간 중 3차 협상까지 이견이 생겨 협상이 결렬됐고, 곧바로 다음 날 4년 총액 70억원(계약금 32억, 연봉 7억, 옵션 7억)의 조건으로 이적했다. 그러나 그 해 6위를 기록한 SK 와이번스에서 그의 보상 선수를 지명하려고 했지만 야구 규약 163조의 내용인 '단일 구단이 계약서상 동일한 날짜에 2명 이상의 타 구단 선수와 계약하는 경우 보상 선수를 택하는 구단의 순서는 직전 시즌 성적의 역순으로 하고, 계약 선순위 구단의 보상이 종료된 후 후순위 구단이 보상을 개시한다'는 내용에 따라 8위를 기록한 KIA 타이거즈가 보상 선수 지명 우선권을 갖고 있었기 때문에 SK 와이번스에서도 보상 선수로 관심을 보였던 포수 한승택은 KIA행을 확정했다. 이로 인해 SK에서는 보호 선수 제외 명단을 검토한 결과“데려올 선수가 없다”며 결국 그의 보상 선수 지명을 포기하고 2013년 연봉의 3배인 16억 5,000만원의 FA 보상금만 받았다.
2013년 FA로 이용규와 함께 이적한 그는 2011년부터 기동력 자체가 없던 팀에서 확실한 기동력을 지닌 테이블 세터 역할을 해 줄 것과 두 선수 모두 한국 프로 야구의 전성기 때 국가대표 출신이라 시즌 전부터 팬들에게 매우 큰 기대를 모았다. 그는 스프링 캠프에서도 능청스러운 익살과 장난끼로 선수단에 빠르게 녹아들었고 훈련 도중에도 파이팅이 넘치는 모습을 보여주며 선수단 내의 주전 자리를 넘겨주는 위기 의식과 경쟁심을 부추겨 선수단의 사기를 이끌어 FA 효과가 벌써 나타난다고 할 정도였다. 2014년 첫 시범 경기에서 팬들은 국가대표 2루수이자 한밭종합운동장 야구장의 리모델링으로 포수 뒷 자리에서 가까운 거리에서 그를 보기 위해 시범 경기가 시작하기 2~3시간 전부터 길게 줄을 서 있었고 그가 타석에 들어서자마자 팬들은 그의 이름을 외치면서 환영했다. 시즌이 시작되자 그는 이용규, 피에 사이에 낀 삼중 테이블 세터로 기용됐는데 출루율은 높았으나 타율이 낮았다. 4월 중반부터 김태균이 집중 견제를 받으면서 당시 감독이었던 김응용은 그가 SK 와이번스 시절 3번 타자를 해 본 경험이 있다는걸 알고 3번에 기용하고 이와 더불어 피에도 5번에 기용하며 정근우-김태균-피에의 새로운 클린업 트리오를 결성했고 대성공을 거뒀다.
기동력을 갖추고 타율은 낮았으나 높은 출루율을 자랑했던 그가 출루를 하면 어떻게든 이닝을 끝내기 위해 김태균과 정면 승부를 할 수 밖에 없었고 홈런은 없지만 정교한 타격을 자랑하던 김태균으로 선취점을 얻었다.

#### 2015년 시즌
12홈런을 기록했고, KBO 리그 최초 10년 연속 20도루를 기록했다.

#### 2016년 시즌
팀의 주장으로 선임됐다. 18홈런을 기록으로 자신의 한 시즌 최다 홈런 기록을 갈아치웠고, KBO 리그 최초 11년 연속 20도루를 기록했다.

#### 2017년 시즌
2017년 8월 20일 롯데전에서 통산 350도루를 달성했는데, 이 때 왼 팔 측부 인대 파열 및 근육 손상을 입어 반깁스를 하며 이 부상으로 인해 시즌 아웃됐다.

#### 2018년 시즌
2017 시즌 후 FA를 선언했다. 2018년 1월 24일 2+1년 35억원에 FA 계약을 맺고 잔류했다.
2018년 9월 28일 두산전에서 유재유를 상대로 끝내기 안타를 쳐 내며 팀의 승리를 이끌었다.

### LG 트윈스시절, 그리고 은퇴
2020년 KBO 리그 2차 드래프트를 통해 이적하였으며 LG 트윈스에서도 한 시즌 동안 자기 기량을 잘 보여줬다. 2020년 시즌을 마친 후
현역 은퇴를 선언하였다.

## 에피소드
- 2014년 4월 20일 LG 트윈스와의 경기에서 정찬헌이 사사구를 던졌으나 선배인 그한테 사과의 제스처를 안 하자 아픈걸 참으면서 1루로 가던 그는 무표정으로 걸어나갔고 김태균이 유격수 땅볼을 치자 그는 1루로 가는 주자를 살리면서 병살 플레이를 막기 위해 유격수인 오지환한테 유니폼이 찢어지고 무릎에서 피가 보일 정도의 깊숙한 태클을 걸었고 결국 송구 실책으로 김태균이 살아남았다. 하지만 7회 초 수비를 하기 위해 한화 이글스 야수진들이 수비 위치로 이동할 때 LG 트윈스의 이병규가 그의 주루 플레이에 항의를 하자 사사구를 맞고 사과도 못받은 그는 이에 대해 반박했고 정찬헌은 그의 다음 타석 때 맞혔던 곳을 시속 146km짜리의 직구로 다시 맞혔고 결국 양 팀은 벤치 클리어링이 발생했다. 이에 대해 주심은 결국 정찬헌에게 퇴장 명령을 내렸다. 이로 인해 정찬헌은 정규 시즌 1호 퇴장이라는 불명예를 얻었다.[34]
- 2015년 5월 5일 어린이날에 kt 위즈를 상대로 만루 홈런을 쳤는데 2년 뒤인 2017년 5월 5일 어린이날에 kt 위즈를 상대로   만루 홈런을 쳐 냈다.

## 대한민국 야구 국가대표팀활약

### 2006년 아시안 게임
신인 2년차로서 최고의 한 해를 보냈기에 야구 관계자들과 팬들은 그에게 많은 기대를 하였다. 이용규와 함께 테이블 세터로 좋은 모습을 보여주기도 했다. 하지만 중화민국과의 대결에서 2삼진을 포함해 4타수 무안타로 부진했다. 그 해 국가대표팀은 2006년 최다 안타를 기록했던 이용규, 신인답지 않게 대담한 모습을 보여 주었던 괴물투수 류현진 등이 출전했지만 동메달에 그쳐 "도하 참사"라는 굴욕을 맛봤다. 당시 그는 이용규, 이택근과 함께 '국제 경험이 부족한 젊은 선수들을 기용한 게 패착'이라는 소리를 들어야 했다.
- 5경기 출장, 20타수 7안타, 3타점, 8득점, 3도루, 4사구 4개, 타율 0.350

### 2008년 하계 올림픽
미국전에서 9회 진갑용의 대타로 나와 3루수 옆을 스치는 2루타를 때려내며 출루, 동점을 만드는 홈 슬라이딩으로 극적인 역전을 하는데 일조했다. 캐나다와의 경기에서도 3회 솔로 홈런을 쳐 내며, 이 홈런으로 대표팀이 1-0으로 승리하는데 큰 역할을 했다. 1루를 제외한 내야 모든 자리를 맡아가며 자신의 역할을 충실히 하여 금메달 획득에 기여하고 병역을 해결했다.
- 8경기 출장, 29타수 9안타(1홈런), 1타점, 5득점, 1도루, 타율 0.310

### 2009년WBC
3월 6일 도쿄 돔에서 열린 예선 1라운드 대만전에서 6회 말 투런 홈런을 쳐 냈다.
- 9경기 출장, 24타수 7안타(1홈런), 2타점, 7득점, 1도루, 4사구 2개, 타율 0.292

### 2010년 아시안 게임
첫 경기인 대만전부터 안타를 치며 이어 동료 추신수의 홈런으로 1득점을 했고 다음 타석에 들어서서도 역시 안타를 친 후 또 다시 추신수의 홈런으로 순식간에 4점을 내는 데 기여했다. 예선 3차전 파키스탄 경기에서 컨디션 조절 차원에서 출전하지 않고, 조동찬이 9번 타자 겸 2루수로 대신 출장했다. 그 외 모든 경기에서 2번 타자 및 2루수로 출장해 팀이 필요로 할 때 안타를 치고 안정적인 수비로 대표팀이 금메달을 따는 데 기여했다.
- 4경기 출장, 16타수 9안타, 3타점, 6득점, 1도루, 4사구 3개, 타율 0.563

### 2013년WBC
3경기 출전해서, 11타수 무안타로 부진했고 특히 대만전에서는 대승을 거둬야 2라운드에 진출할 수 있었으나 두 차례나 횡사를 당하여 1라운드 탈락의 원흉이 됐다.

### 2015년 WBSC 프리미어 12
첫 WBSC 프리미어 12 대회에서 주장을 맡아 팀을 우승으로 이끄는 데에 일조해 우승의 영광을 안았다.

## 수상
- 2006년 도하 아시안 게임 동메달, 골든 글러브 2루수 부문 수상
- 2007년 한국시리즈 6차전 MVP
- 2008년 베이징 올림픽 금메달
- 2009년 WBC 준우승, 조아제약 프로 야구 대상 최고 타자상, 골든 글러브 2루수 부문 수상
- 2010년 광저우 아시안 게임 금메달, 조아제약 프로 야구 대상 최고 수비상
- 2011년 준 플레이오프 MVP, 프로 야구 스포츠 토토 올해의 상 매직 글러브 수상
- 2013년 골든 글러브 2루수 부문 수상
- 2015년 WBSC 프리미어 12 금메달

## 주요 기록
- 2006년 8월 6일 롯데전 연타석 홈런 기록(시즌 13번째)
- 2006년 8월 16일 SK 와이번스 팀 창단 이래 첫 30도루 달성
- 2006년 8월 23일 두산전 1경기 최다 도루(3개) 기록(팀 신기록)
- 2007년 5월 20일 프로 데뷔 첫 끝내기 홈런 기록(시즌 2번째, 통산 194호)
- 2007년 8월 11일 한화전 끝내기 홈 스틸 기록(시즌 41번째)
- 2008년 6월 12일 프로 데뷔 첫 만루 홈런 기록(시즌 14번째, 통산 478호)
- 2009년 8월 5일 역대 7번째 '1회 초-말 동시 선두타자 홈런' 기록(1회 초-덕 클락(히어로즈), 1회 말-정근우(시즌 16번째, 통산 227호)
- 2009년 168안타, 53도루(역대 2루수 부문 1위) / 타율 0.350, 98득점(역대 2루수 부문 2위 기록) / 역대 2번째 3할 5푼-50도루 이상 기록
- 2010년 5월 1일 LG전 프로 데뷔 첫 한 경기 최다 안타 기록(6타수 6안타)
- 2010년 42경기 연속 출루 기록
- 2006년 ~ 2010년 5년 연속 세 자릿수 안타 기록(프로 통산 41번째), 4년 연속 3할대 타율 기록
- 2011년 4월 2일 통산 200호 도루 달성(프로 통산 16번째)
- 2011년 10월 5일 6년 연속 세 자릿수 안타 기록(프로 통산 31번째)
- 2011년 10월 9일 준PO 2차전 한 경기 최다 안타(4안타) 타이 기록(역대 12호)
- 2011년 10월 12일 준PO 4차전 한 경기 최다 득점(4득점) 타이 기록(준PO 1호, PS 4호), PS 통산 한 경기 최다 출루(5출루) 타이 기록(PS 21번째)
- 2014년 7월 30일 넥센전 통산 첫 9년 연속 20도루 달성(역대 1호)
- 2014년 10월 7일 두산전 통산 300도루 달성(역대 8호)
- 2015년 9월 1일 KIA전 통산 첫 10년 연속 20도루 달성(역대 1호)

## 별명
- 땅볼을 많이 쳐서 '땅근우'라고 불린다.
- 침을 많이 뱉어서 '침근우'라고 불린다.

## 출신 학교
- 부산 성북초등학교 (부산동래마린스리틀)
- 부산동성중학교
- 부산고등학교
- 고려대학교

## 통산 기록
| 연도 | 팀명   | 타율  | 경기 | 타수 | 득점 | 안타 | 2루타 | 3루타 | 홈런 | 루타 | 타점 | 도루 | 도실 | 볼넷 | 사구 | 삼진 | 병살 | 실책 |
| ---- | ------ | ----- | ---- | ---- | ---- | ---- | ----- | ----- | ---- | ---- | ---- | ---- | ---- | ---- | ---- | ---- | ---- | ---- |
| 2005 | SK     | 0.193 | 52   | 88   | 11   | 17   | 2     | 0     | 0    | 19   | 5    | 4    | 2    | 4    | 4    | 13   | 3    | 7    |
| 2006 | SK     | 0.284 | 120  | 430  | 69   | 122  | 19    | 4     | 8    | 173  | 42   | 45   | 10   | 36   | 4    | 60   | 3    | 8    |
| 2007 | SK     | 0.323 | 111  | 341  | 62   | 110  | 24    | 2     | 9    | 165  | 44   | 24   | 10   | 35   | 6    | 44   | 6    | 20   |
| 2008 | SK     | 0.314 | 124  | 491  | 73   | 154  | 20    | 4     | 8    | 206  | 58   | 40   | 20   | 46   | 3    | 53   | 9    | 15   |
| 2009 | SK     | 0.350 | 127  | 480  | 98   | 168  | 29    | 4     | 9    | 232  | 59   | 53   | 13   | 67   | 11   | 55   | 8    | 16   |
| 2010 | SK     | 0.305 | 128  | 485  | 75   | 148  | 25    | 2     | 2    | 183  | 48   | 33   | 13   | 47   | 8    | 51   | 9    | 13   |
| 2011 | SK     | 0.307 | 90   | 326  | 60   | 100  | 19    | 0     | 6    | 137  | 40   | 20   | 9    | 38   | 4    | 37   | 10   | 4    |
| 2012 | SK     | 0.266 | 127  | 467  | 53   | 124  | 13    | 4     | 8    | 169  | 46   | 22   | 12   | 47   | 6    | 33   | 10   | 9    |
| 2013 | SK     | 0.280 | 112  | 407  | 64   | 114  | 19    | 3     | 9    | 166  | 35   | 28   | 11   | 50   | 7    | 48   | 6    | 6    |
| 2014 | 한화   | 0.295 | 125  | 464  | 91   | 137  | 28    | 5     | 6    | 193  | 44   | 32   | 3    | 66   | 9    | 56   | 11   | 12   |
| 2015 | 한화   | 0.316 | 126  | 468  | 99   | 148  | 30    | 2     | 12   | 218  | 66   | 21   | 6    | 61   | 8    | 66   | 14   | 10   |
| 2016 | 한화   | 0.310 | 138  | 575  | 121  | 178  | 31    | 2     | 18   | 267  | 88   | 22   | 6    | 60   | 9    | 58   | 14   | 16   |
| 2017 | 한화   | 0.330 | 105  | 391  | 73   | 129  | 22    | 0     | 11   | 184  | 46   | 6    | 6    | 32   | 10   | 48   | 12   | 11   |
| 2018 | 한화   | 0.304 | 102  | 375  | 63   | 114  | 24    | 1     | 11   | 173  | 57   | 6    | 5    | 39   | 7    | 43   | 12   | 11   |
| 2019 | 한화   | 0.278 | 88   | 277  | 37   | 77   | 10    | 1     | 3    | 98   | 30   | 8    | 5    | 20   | 4    | 43   | 11   | 6    |
| 2020 | LG     | 0.240 | 72   | 154  | 23   | 37   | 4     | 0     | 1    | 44   | 14   | 7    | 2    | 17   | 2    | 23   | 4    | 9    |
| 통산 | 16시즌 | 0.302 | 1747 | 6219 | 1072 | 1877 | 319   | 34    | 121  | 2627 | 722  | 371  | 133  | 665  | 102  | 731  | 142  | 173  |

## 같이 보기
- KBO 리그 도루 관련 기록 - 개인